# Задверье (телесериал)
«Задверье» (англ. Neverwhere) другое название «Нигде и никогда» — британский мини-сериал 1996 года, снятый режиссёром Дьюи Хэмпфри по сценарию Нила Геймана и Ленни Генри в жанре городское фэнтези. Премьера первой серии состоялась 12 сентября 1996 года. Параллельно со съёмками Нил Гейман, недовольный тем, как его сценарий воплощают в жизнь, начал писать одноимённый роман, ставший новелизацией сериала и первой самостоятельной книгой писателя, до этого работавшего только в соавторстве. Роман вышел одновременно с телеверсией и получил намного бо́льшую известность, чем первоисточник.

## Сюжет
Ричард Мэйхью вёл спокойную, размеренную жизнь ответственного гражданина и высоко ценимого специалиста. Хорошая работа гарантировала безбедное существование, а прекрасная невеста Джессика, привыкшая руководить всем и вся, освободила от необходимости принятия каких-либо решений самостоятельно, так как прекрасно справлялась с этим за двоих. Будущее мягкотелого клерка было детально распланировано и грозило стать абсолютно безоблачным и устроенным.
Но хрупкое благополучие рушится в один миг, когда Сердобольный Ричард решает помочь непонятно откуда вывалившейся перед ним на лондонский тротуар раненой бродяжке. Не зная, что делать с потерявшей сознание девушкой, новоявленный герой не нашёл ничего лучшего как отнести её к себе домой. Парень и не подозревал, что этим поступком перечеркнёт всю свою прежнюю скучную комфортную жизнь и положит начало новой — полной опасности и приключений.
Незнакомка оказалось не просто замарашкой в грязных лохмотьях, а жительницей Под Лондона, города полного волшебства, существующего параллельно с Лондоном наземным; места, населённого странными существами, где люди не особо приветствуются, зато крысы пользуются большим почётом.
Девушка носила непривычное имя Д’Верь, одним прикосновением могла открыть любую запертую дверь и спасалась от двух наёмных убийц, вырезавших всю её семью. Однако самым большим (и крайне неприятным) открытием для Ричарда становится тот факт, что человек, пообщавшийся с созданием Под Лондона полностью стирается из надлондонской жизни. Когда через какое-то время Д’Верь, поблагодарив своего спасителя, исчезает, Ричард обнаруживает, что перестал существовать для окружающих. Его не замечают не только коллеги и знакомые, но даже собственная невеста, рабочее место занимает другой сотрудник, а банкомат отказывается принимать кредитную карту. Поразмыслив над таким невесёлым поворотом событий, незадачливый клерк приходит к выводу, что неплохо было бы разыскать спасённую им особу и потребовать от неё объяснений. Не без проблем проникнув в Под Лондон, Ричард находит Д’Верь и просит вернуть всё как было до их встречи. Но тут парня ждёт удар: оказывается назад пути нет и он всю оставшуюся жизнь (которая обещает быть очень недолгой) обречён провести в мрачных закоулках Под Лондона. Понимая, что одному ему в таком жутком месте долго не протянуть, Ричард увязывается за Д’Верью, которая хочет разобраться в гибели своих родных и отомстить их убийцам (которые, кстати, её усиленно разыскивают). К парочке присоединяются ещё двое спутников: бесстрашная женщина Охотник и пройдоха манипулятор маркиз Де Карабас. Каждый из них имеет свою цель и для её достижения готов идти до конца. Их ждёт захватывающее, полное опасностей приключение по крышам, канализациям и заброшенным станциям лондонского метро.

### Актёры и персонажи
- Гэри Бэйквелл[англ.] — Ричард Мэйхью — молодой офисный работник, открывший для себя удивительный мир Под Лондона после встречи с раненой Д’Верью, которой по доброте душевной помог. После этого оказался вычеркнутым из Над Лондона. Путешествует вместе с Д’Верью и надеется найти способ вернуться в свою прежнюю устроенную и спокойную лондонскую жизнь
- Лора Фрейзер — леди Д’Верь — девушка из знатного рода Под Лондона, все представители которого обладают врождённой способностью открывать любые запертые двери или предметы. Пытается узнать, за что была убита вся её семья и кто за этим стоит.
- Патерсон Джозеф — маркиз Де Карабас — плут и ловкач, славится тем, что может вытащить почти из любой передряги, взяв обещание оказать услугу позже. В результате — половина Под Лондона находится в должниках у этого обаятельного проныры, а другая половина недолюбливает за весьма своеобразное выполнение уговоров. Никогда не забывает о своих интересах. Помогает Д’Вери в память о долге перед её отцом, когда-то спасшем ему жизнь, но при этом преследует и свои личные цели. Отождествляется с котом.
- Хайвел Беннетт — мистер Круп — разговорчивая половина в паре наёмников, убивших семью Д’Вери и преследующих её саму. Толстый коротышка, говорящий напыщенно и очень витиевато. Является мозговым центром в паре и имеет вкус (в буквальном смысле) к тонкому фарфору. Отождествляется с лисой.
- Клайв Расселл — мистер Вандермар — компаньон мистера Крупа и его полная противоположность. Невозмутимый молчаливый громила. Говорит крайне редко и всегда очень лаконично. Больше всего любит мучить и убивать. Из еды предпочитает сырую живность (крысы, кошки, голуби, черви). Отождествляется с волком.
- Таня Муди — Охотник — лучший воин Под Лондона, чьи подвиги стали легендой. Нанимается в телохранители Д’Вери. Одержима одной целью — убить знаменитого Лондонского Зверя, держащего в страхе весь Под Лондон. Отождествляется со львом.
- Питер Капальди — Ислингтон — ангел, который обязан оберегать Под Лондон, куда он был сослан за то, что когда-то не смог уберечь Атлантиду.
- Тревор Пикок — Старый Бейли — старик, живущий на крышах Лондона. Разводит птиц и носит одежду из перьев. Отрабатывая долг маркизу Де Карабасу, хранит у себя шкатулку с его жизнью.
- Тэмзин Грейг — Ламия — женщина-вампир, или «Бархатная». Как и её шестеро сестёр, носит бархатное платье и высасывает тепло из живых существ (но при этом всегда получает согласие жертвы)
- Элизабет Мармур — Джессика — невеста Ричарда. Целеустремлённая и очень энергичная девушка. Была лидером в их паре и всегда сама принимала решения, не терпела никаких возражений.

## Эпизоды
1. «Дверь» («Door») — 12.09.1996
2. «Черномост» («Knightsbridge») — 19.09.1996
3. «Ангел Ислингтон» («Earl’s Court to Islington») — 26.09.1996
4. «Чернецы» («Blackfriars») — 03.10.1996
5. «Улица Вниз» («Down Street») — 10.10.1996
6. «Как Наверху, так и Внизу» («As Above, So Below») — 17.10.1996

## Создание
Идея сериала была предложена Нилу Гейману сценаристом и кинопродюсером Ленни Генри, намеревавшимся создать фэнтезийный телесериал, ключевую роль в котором играли бы кланы лондонских бездомных.
Гейман поначалу с неодобрением воспринял этот концепт, поскольку боялся романтизации бродяжничества: ему не хотелось, чтобы подростки в английских городах убегали из дома, пожелав жить на улицах Лондона, подражая «крутым» героям, увиденным по телевизору. Поэтому он предложил использовать идею Генри как метафору, чтобы создать особенный фантастический антураж, позволяющий вплести жестокую реальность в фэнтезийный мир.

## Отзывы
Отметив недостатки сериала, связанные со съёмками на видео вместо киноплёнки и короткой продолжительностью серий, не позволившей раскрыть сюжет истории во всей полноте, Нейтан Лэрд в своей рецензии на сайте DVD Bits удостоил фильм похвалы, отдав должное силе воображения Нила Геймана и актёрской работе исполнителей главных ролей.